# Bombylella kilimandjarica
Bombylella kilimandjarica är en tvåvingeart som först beskrevs av Speiser 1910.  Bombylella kilimandjarica ingår i släktet Bombylella och familjen svävflugor. Inga underarter finns listade i Catalogue of Life.